# 난아오향

난아오 향의 위치

난아오향(한국어: 남오향, 중국어: 南澳鄉, 병음: Nán'ào Xiāng)은 중화민국 이란 현의 향이다. 넓이는 740.652km2이고, 인구는 2015년 8월 기준으로 6,040명이다.

## 지리
난아오 향은 이란 현 최남단에 위치하고 현내 최대의 면적을 가진 향진이다. 산지가 많아 지세는 험하다. 주민은 원주민인 아타얄족이 다수를 차지하고 있다.

## 교통
- 타이완 철로관리국 북회선